# Modèle Heckscher-Ohlin-Samuelson
Pour les articles homonymes, voir Heckscher, Ohlin, Samuelson et HOS.
Le modèle Heckscher-Ohlin-Samuelson (HOS) est une théorie du commerce international qui explique le commerce international par les différences de dotations en facteurs de production des pays qui y participent. Il porte le nom de Eli Heckscher, Bertil Ohlin et Paul Samuelson, qui ont chacun participé à sa création. 
Le théorème de Stolper-Samuelson se fonde sur le modèle HOS pour déduire les effets du commerce international sur les inégalités sociales. 

## Histoire
La théorie d’Heckscher-Ohlin prend sa source dans les réflexions menées sur le commerce international par l'économie depuis des siècles. Elle prend notamment sa source dans la théorie des avantages comparatifs de David Ricardo, selon laquelle chaque pays dispose, dans au moins une production, d'un avantage comparativement à d'autres biens. Ainsi, bien qu'un pays puisse n'avoir que des désavantages absolus par rapport à ses concurrents, il a nécessairement des avantages en comparaison à ce que les autres pays produisent.
Le XXe siècle voit une augmentation du nombre de modèles visant à expliquer le commerce international et les effets du libre-échange et du protectionnisme. Jacob Viner propose dans les années 1930 le modèle Ricardo-Viner. Au même moment, un modèle théorique du commerce international est publié, d'abord, sous une forme littéraire par Bertil Ohlin. Ce dernier attribue la copaternité à son directeur de thèse, Eli Heckscher, en 1933. Le modèle HOS, d'abord appelé Hecksher-Ohlin, émerge ainsi. En 1941, Paul Samuelson et Wolfgang Stolper en déduisirent un théorème important sur la rémunération des facteurs, qui fut systématiquement incorporé dans la présentation du modèle.
Le modèle HOS se distingue du modèle ricardien en ce que Ricardo considérait que ce sont les conditions d'offre déterminées par la technologie qui rend possible l'avantage comparatif.

## Définition
Le théorème Heckscher-Ohlin-Samuelson dispose que chaque pays tend à se spécialiser dans la production et l'exportation de biens incorporant de façon intensive les facteurs de production qui sont abondants sur son territoire. Il importe ainsi les produits nécessitant le recours à des facteurs de production relativement rares dans le pays. Comme le montrent les études du Inclusive Wealth Report, les continents sont en effet dotés de capitaux différents : l'Afrique est celui qui dispose le plus de ressources naturelles, tandis que l'Europe est celui qui a à la fois le plus de capital physique et de capital humain.
Cela est dû au fait que plus le facteur de production est abondant, plus son prix relatif est bas, et donc peu coûteux ; le pays gagne ainsi un avantage comparatif face à ses concurrents. Autrement dit, un pays qui a beaucoup de capital (capital productif, machineries, etc.) se spécialise dans les biens qui nécessitent beaucoup de capital, tandis que les pays qui ont un facteur travail abondant se spécialisent plutôt dans les productions « à forte intensité de main-d’œuvre ».
Le modèle HO complète la théorie des avantages comparatifs de Ricardo, le libre-échange y est aussi vu comme la meilleure politique possible. Heckscher et Ohlin intègrent les facteurs de production à l’analyse. Ils montrent que ce sont les différences de dotations initiales en facteurs de production qui sont à l’origine des avantages spécifiques de chaque pays.

## Hypothèses

### Cadre d'analyse
Le cadre d'analyse est un modèle « 2x2x2 » : les auteurs prennent en compte deux pays (A et B), qui produisent deux biens (1 et 2), avec deux facteurs de production (le capital et le travail, soit K et L, en quantités {\displaystyle K^{A}}, {\displaystyle L^{A}}, {\displaystyle K^{B}} et {\displaystyle L^{B}}). S'il est bien sûr possible de sortir du cadre 2x2x2, la complexité mathématique de la résolution du modèle augmente alors considérablement. Le 2x2x2 est ainsi généralement utilisé dans les démonstrations par facilité.

### Homogénéité technologique
Le modèle HOS postule que les deux pays ont accès à la même technologie. L'avantage des deux pays ne provient donc pas de ce que l'un possède un avantage technologique que l'autre n'a pas, mais bien de la dotation et de la configuration des facteurs de production. Les deux pays ont par conséquent les mêmes fonctions de production, {\displaystyle F_{1}(K,L)} et {\displaystyle F_{2}(K,L)}, à rendements factoriels décroissants.

### Dotations différentes
Les pays ont des dotations relatives en facteurs de production différentes. On suppose ici que {\displaystyle K^{A}/L^{A}>K^{B}/L^{B}} (A a relativement plus de K par unité de L que B).
L'intensité en facteurs de production doit être différente entre les deux biens. Nous supposerons ainsi que {\displaystyle {\frac {\partial F_{2}}{\partial K}}>{\frac {\partial F_{1}}{\partial K}}}. Cela signifie que la production du bien 2 utilise relativement plus de facteur K que la production de bien 1.
Il n'y a pas d'inversion possible de l'intensité en facteurs de production car la fonction de production prime sur l'évolution des prix.
La différence entre les facteurs de production de chaque pays est une hypothèse importante : il faut que la proportion capital-travail soit différente dans chacun des pays. C’est à cette condition qu’il peut y avoir spécialisation. Plus la différence de la proportion capital-travail est grande entre les pays, plus la spécialisation est intéressante pour tous.

### Rendements d'échelle constants
La production se fait à rendements d'échelle constants : {\displaystyle \forall (\lambda ,L,K),F(\lambda L,\lambda K)=\lambda F(L,K)}.

### Productivité marginale décroissante
Les facteurs de production ont une productivité marginale décroissante.

### Mobilité des facteurs de production et des biens
Les facteurs de production sont mobiles sans coût à l'intérieur d'un pays. Les facteurs de production sont immobiles internationalement. 
Les biens produits sont mobiles sans coût internationalement (pas de barrières douanières, transport sans coût).

### Équilibre interne
Le concept d'équilibre interne des deux pays est celui de la concurrence parfaite.

### Plein emploi des facteurs de production
Le plein-emploi des facteurs de production (tout le capital et tout le travail disponibles sont utilisés).

## Démonstration

### Situation d'autarcie dans un pays
On considère d'abord la situation où chaque pays produit et consomme en autarcie.
La situation étant symétrique dans les deux pays, on allège ici les notations en omettant l'indice (A, B) du pays.
On définit les grandeurs suivantes :
- {\displaystyle x_{1}} et {\displaystyle x_{2}} sont les quantités de biens produites à l'équilibre ;
- {\displaystyle L_{i}} et {\displaystyle K_{i}} les quantités de facteurs employées à la production du bien i ;
- coefficients technologiques : à l'équilibre, {\displaystyle a_{i}^{L}=L_{i}/x_{i}} et {\displaystyle a_{i}^{K}=K_{i}/x_{i}} ;
- coefficient capitalistique : {\displaystyle k_{i}=a_{i}^{K}/a_{i}^{L}}. La production de bien 1 est plus intensive en facteur K que la production de bien 2 si et seulement si {\displaystyle k_{1}>k_{2}}.

On a ainsi :
{\displaystyle a_{1}^{L}x_{1}+a_{2}^{L}x_{2}=L} et {\displaystyle a_{1}^{K}x_{1}+a_{2}^{K}x_{2}=K}
Le concept d'équilibre de la concurrence parfaite nous dit que la rémunération des facteurs est la même dans les deux industries, égale à leur productivité marginale. On note w la rémunération du facteur L, r celle du facteur K, p le prix d'équilibre du bien 2, p, w et r étant exprimés en unités de bien 1.
{\displaystyle w={\frac {\partial F_{1}}{\partial L}}(K_{1},L_{1})=p{\frac {\partial F_{2}}{\partial L}}(K-K_{1},L-L_{1})}
{\displaystyle r={\frac {\partial F_{1}}{\partial K}}(K_{1},L_{1})=p{\frac {\partial F_{2}}{\partial K}}(K-K_{1},L-L_{1})}.
Le choix de la technique de production se fait ainsi par minimisation des coûts de production. Le coût unitaire est ainsi :
{\displaystyle c_{i}=wa_{i}^{L}+ra_{i}^{K}}
La théorie du producteur nous dit qu'on a alors :
{\displaystyle -{\frac {dK_{i}}{dL_{i}}}={\frac {\frac {\partial F_{i}}{\partial L}}{\frac {\partial F_{i}}{\partial K}}}={\frac {w}{r}}}

### Comparaison des situations d'autarcie

#### Rémunérations relatives des facteurs
Comme le pays B est moins doté en K par unité de L que le pays A et les rendements factoriels étant décroissants,
{\displaystyle w_{A}={\frac {\partial F_{1}^{A}}{\partial L}}>{\frac {\partial F_{1}^{B}}{\partial L}}=w_{B}}
{\displaystyle r_{B}={\frac {\partial F_{1}^{B}}{\partial K}}>{\frac {\partial F_{1}^{A}}{\partial K}}=r_{A}}
D'où :
{\displaystyle {\frac {w_{A}}{r_{A}}}>{\frac {w_{B}}{r_{B}}}}
Si on compare les pays à l'autarcie, le facteur ayant la meilleure rémunération relative est le facteur relativement le plus rare dans le pays considéré.

#### Prix relatifs
Toujours en raison de l'équilibre de concurrence, les prix sont égaux aux coûts unitaires, et on a normalisé le prix du bien 1 à la valeur 1. On a donc :
{\displaystyle p={\frac {wa_{2}^{L}+ra_{2}^{K}}{wa_{1}^{L}+ra_{1}^{K}}}}
d'où on déduit :
{\displaystyle {\frac {\partial p}{\partial {\frac {w}{r}}}}={\frac {a_{1}^{L}a_{2}^{L}(k_{1}-k_{2})}{\left({\frac {w}{r}}a_{1}^{L}+a_{1}^{K}\right)}}<0}
Ainsi, si le prix relatif du facteur K augmente, {\displaystyle w/r} diminue, et p augmente. On en déduit donc que l'augmentation du prix relatif d'un facteur augmente le prix relatif du bien utilisant le plus intensément ce facteur.

### Ouverture à l'échange: passage en économie ouverte
Supposons maintenant que les pays peuvent échanger des biens. Comme {\displaystyle {\frac {w_{A}}{r_{A}}}>{\frac {w_{B}}{r_{B}}}}, {\displaystyle p^{A}<p^{B}} : les entreprises produisant du bien 2 dans le pays A ont donc intérêt à exporter, et réciproquement pour les entreprises produisant du bien 1 dans le pays B.
On a alors plusieurs résultats :
1. On a spécialisation partielle de chaque pays dans le bien relativement le plus intensif dans le facteur dont ce pays est relativement le mieux doté ;
2. On a égalisation des prix relatifs des biens avec {\displaystyle p^{B}<p^{i}<p^{A}} ;
3. En raison de la relation entre prix relatifs et rémunérations relatives, la rémunération relative du facteur relativement le plus rare dans chaque pays diminue tandis que celle du facteur relativement le plus abondant augmente.

## Conclusions du modèle

### Effets sur les inégalités
Le modèle HOS soutient qu’en se spécialisant et en échangeant, les pays augmentent globalement leurs revenus. De cette conclusion du modèle, Stolper et Samuelson ont postérieurement cherché à approfondir le modèle HOS pour déterminer les conséquences du commerce international sur la rémunération des différents facteurs de production. Ces travaux ont permis la création du théorème de Stolper-Samuelson.
Selon ce théorème, le pays qui se spécialise dans les produits à forte intensité de main-d’œuvre (intensif en facteur travail) voit le salaire des travailleurs augmenter, et les profits des détenteurs de capital diminuer. L'inverse est vrai dans le cas des pays spécialisés en biens intensifs en facteur capital.

### Relations Nord-Sud
Le modèle HOS permet d'expliquer pourquoi les pays en développement, qui disposent souvent de main-d’œuvre plus que de capital, se spécialisent dans les produits à faible valeur ajoutée.

### Libre-échange
Le modèle HOS conclut que le libre échange, en assurant que les pays utilisent de manière optimale leurs facteurs de production, permet une augmentation des profits du pays. 
Le modèle permet également de comprendre pourquoi le passage du protectionnisme au libre-échange peut être difficile : les travailleurs et autres ressources doivent être remobilisés et transférés d'un secteur économique peu performant à un autre secteur, celui qui utilise le facteur de production abondant. Ce processus peut se montrer douloureux pour une société.

## Critiques et débats

### Non prise en compte des migrations et des investissements étrangers
Un des postulats de base du modèle est que les facteurs de production sont immobiles à l'échelle internationale, c'est-à-dire qu'ils ne peuvent se déplacer d'un pays à l'autre ; ils sont donnés une fois pour toutes. Ainsi, le modèle ne prend pas en compte les effets des migrations internationales, ainsi que des investissements direct à l'étranger, qui sont en réalité des transferts de capitaux d'un pays à l'autre.
En 1957, Robert Mundell montre que les IDE permettent de réduire l'écart de dotation entre des pays. Les pays riches, en investissant dans les pays pauvres, y apportent des capitaux et donc réduisent le désavantage comparatif du pays pauvre qui était auparavant très peu doté en capital. Mundell conclut que les IDE sont des substituts au commerce international.

### Paradoxe de Leontief
Alors que les États-Unis ont un taux de capital par tête parmi les plus élevés, ils exportent des biens ayant une intensité capitalistique plus faible que ceux importés (paradoxe de Leontief). Cela contredit l'idée selon laquelle un pays, étant abondamment doté d'un facteur de production comme le capital, devrait importer des biens utilisant intensivement l'autre facteur de production, ici le travail. Ce paradoxe a en partie été résolu par les recherches de Keesing en 1966, qui ont montré que le travail qualifié pouvait être considéré comme du capital. C'est la théorie du capital humain de Gary Becker : le travail intègre du capital sous forme humaine. La recherche de Leontief ne remet finalement pas en cause le modèle.

### Égalisation des prix relatifs
L'égalisation des prix relatifs n'est que rarement observée, même au sein d'une union monétaire comme la zone euro. Cette observation amène à étudier les conséquences de différences de demande entre les pays.